# Шевченкове (Валківська міська громада)
Шевче́нкове —  село в Україні, у Валківській міській громаді Богодухівського району Харківської області. Населення становить 51 осіб. До 2020 орган місцевого самоврядування — Шарівська сільська рада.

## Географія
Село Шевченкове знаходиться на березі річки Карамушина, примикає до сіл Петренкове і Коверівка. На річці загата. Село перетинають балки Черемушна, Мусіїв Яр, Макортет. Частина села раніше називалася Сокольникове. Біля села садові ділянки. За 3 км розташована залізнична станція Хворостове. За 4 км проходить автомобільна дорога М03 (E40).

## Історія
Засноване як село Болгарь в 1695 році.
12 червня 2020 року, розпорядженням Кабінету Міністрів України № 725-р «Про визначення адміністративних центрів та затвердження територій територіальних громад Харківської області», увійшло до складу Валківської міської громади.
19 липня 2020 року, в результаті адміністративно-територіальної реформи та ліквідації Валківського району, село увійшло до складу Богодухівського району.

## Населення

### Мова
Розподіл населення за рідною мовою за даними перепису 2001 року:
| Мова       | Кількість | Відсоток |
| ---------- | --------- | -------- |
| українська | 37        | 72.55%   |
| російська  | 14        | 27.45%   |
| Усього     | 51        | 100%     |